# Haplogrup A del cromosoma Y humà
L'haplogrup A del cromosoma Y humà és un haplogrup format a partir de l'haplotip M91 del cromosoma Y humà.
Es troba localitzat a Àfrica i representa el més vell i divers dels haplogups del cromosoma Y. El primer a escindir-se del cromosoma Y Adam.
És comú entre els khoisan, que inclou els boiximans i els hadzes de Tanzània. També es troba present a Etiòpia en nombre significatiu. Semino et al. 2001 va trobar l'haplogrup A en el 10,3% d'una mostra dels oromos i en el 14,6% d'una mostra dels amhares. També va trobar que els haplotips entre aquests pobles havien divergit força respecte als que tenen els Khoisan, "a raó d'una antiga divergència amb la mateixa població ancestral."
Alguns autors expliquen aquesta distribució suposant que pobles relacionats amb els koisan havien ocupant antigament el sud i est de l'Àfrica.